# Neyde Barbosa
Neyde Marisa Pina Barbosa (Benguela, 23 settembre 1980) è una pallamanista angolana.

## Palmarès

### Campionati africani
- 2 medaglie:
  - 2 ori (Salé 2012; Luanda 2016)

### Giochi panafricani
- 1 medaglia:
  - 1 oro (Maputo 2011)